# توماس أهلستروم
توماس أهلستروم (بالسويدية: Thomas Ahlström)‏ (مواليد 17 يوليو 1952) هو لاعب كرة قدم. يلعب مع منتخب السويد لكرة القدم. سبق له أن لعب في كأس العالم لكرة القدم مع منتخب بلاده.

## روابط خارجية
- توماس أهلستروم على موقع الاتحاد الدولي (مؤرشف)  (الإنجليزية)
- توماس أهلستروم على موقع قاعدة بيانات كرة القدم.إي يو (الإنجليزية)
- توماس أهلستروم على موقع ناشيونال فوتبول تيمز (الإنجليزية)
- توماس أهلستروم على موقع عالم كرة القدم.نت (الإنجليزية)